# Гебхард VI фон Кверфурт
Гебхард VI фон Кверфурт (на немски: Gebhard VI von Querfurt; † 20 ноември 1297) от фамилията на графовете Кверфурти на род Мансфелд, е граф на Остерфелд (1269), споменат в документи от 1241 до 1292 г.

## Произход
Той е син на граф Гебхард V фон Кверфурт († 1240) и съпругата му фон Вернигероде. Внук е на Гебхард IV фон Кверфурт, бургграф на Магдебург († 1216), и Луитгард фон Насау († 1222), дъщеря на граф Рупрехт III фон Насау († сл. 1191). Племенник е на Рупрехт I фон Кверфурт, архиепископ на Магдебург (1260 – 1266), и братовчед на Зигфрид II фон Кверфурт, епископ на Хилдесхайм (1279 – 1310). Брат е на Герхард II фон Кверфурт († сл. 1300), господар на Кверфурт.

## Фамилия
Гебхард VI фон Кверфурт се жени за фон Липе, дъщеря на Бернхард III фон Липе († 1264/1265) и София фон Арнсберг-Ритберг († 1285). Те имат двама сина:
- Гебхард VII фон Кверфурт „Стари“ († сл. 29 юни 1322), господар на Кверфурт (1297), женен за Хадевиг фон Лобдебург († сл. 1318)
- Герхард фон Кверфурт († между 15 август 1312 и 28 февруари 1313), домхер (1297), домпропст в Халберщат (1304 – 1312), домхер в Хилдесхайм (1304 – 1310), пропст на „Св. Симон и Юда“ в Гослар (1309 – 1312)